# 二酸化テルル
二酸化テルル（にさんかテルル、Tellurium dioxide）はテルルの酸化物の1つで、化学式 TeO2 で表される化合物である。二つの多形があり、一般的なものは正方晶系のα型である。分子量159.61、CAS登録番号は7446-07-3。単体は黄色の結晶。
天然にはα型のパラテルル石(Paratellurite、正方晶系)もしくはβ型のテルル石(Tellurite、斜方晶系)、として産出する。

## 合成
α-TeO2は空気中で燃焼させるなどして金属テルルと酸素を反応させることによって得られる。
{\displaystyle {\ce {Te\ + O2 -> TeO2}}}
また、亜テルル酸 (H2TeO3)の脱水もしくは、塩基性硝酸テルル (Te2O4.HNO3)を400度以上で熱分解させることによっても得られる。
β-TeO2は四塩化テルルの塩酸酸性溶液をアンモニアで中和することで得られる。β-TeO2結晶の析出にはおよそ7日程度を要し、鱗片状の淡黄色結晶として現れる。

## 性質
水にはほとんど溶けないが、強酸や強アルカリには溶解する。また有機溶媒に対してもほとんど溶解しない。両性物質であるため、溶媒によって酸または塩基のどちらとしても振舞う。強アルカリ溶液に溶解すると亜テルル酸塩を形成する。強酸や強い酸化剤に対して不安定である。
融点は732度。溶融すると赤色の液体となる。

## 構造
α-TeO2は高圧下でβ-TeO2に相変化する。α型、β型共に、4配位のテルル原子を中心にした四面体構造の各頂点に酸素原子が位置した構造を取る。α型はルチルに似た構造を取り、O-Te-Oの形成する角度は140度である。α型は四面体構造のTeO4単位格子が接線を共有しあった層状構造をしている。結晶中の最も短いテルル原子間の距離はα型が374 pmであるのに対し、β型は317 pmである。類似したTe2O6単位構造はデニング石中で見られる。

## 用途
音響光学材料や条件付きガラス形成剤として用いられる。すなわち、数モルパーセントの酸化物やハロゲン化物などの添加剤を加えることによりガラスを形成する。二酸化テルルガラスは高い屈折率を持ち、電磁スペクトルでは中赤外部まで優れた透過性を持つため光導波路の材料として興味が持たれている。また、二酸化テルルガラスはラマン散乱においてシリカの30倍までの散乱光強度を示すため、増幅作用を持つ光ファイバーの材料として有用とされる。また、二酸化テルルはゴムの加硫剤としても用いられる。
二酸化テルルは有機合成で利用される通常の有機溶媒に対する溶解性が低いため、有機合成分野における利用は特殊な触媒用途に限られている。エチレングリコールの工業的製法として二酸化テルルと臭化リチウムを触媒として酢酸溶媒中でエチレンと酸素を反応させて合成する方法がハルコン社によって開発されたが、主流である直接酸化法では反応中間体のエチレンオキシドの収率が70%ほどと低い一方でハルコン法では96.5%という高収率が得られるという利点があったものの、反応時の腐食性の高さと製品回収に必要なエネルギーの多さから事業化には失敗している。同様の触媒反応を用いて原料をブタジエンとすることで1,4-ジアセトキシ-2-ブテンが、ベンゼンやトルエンなど芳香環化合物を原料とすることで対応するベンジルエステルが得られるが、これらの反応の収率は低い。また、酢酸溶媒中で塩化パラジウム/酢酸銀触媒を用いオレフィンをtert-ブチルヒドロペルオキシドで酸化させアリルアセタートを得る反応においては、二酸化テルルを助触媒として用いることで反応収率が向上する。

## 安全性
二酸化テルルは人体に摂取されるとTe2−に還元された後、モノもしくはジメチルテルリドに代謝されて体外に排出される。無機テルル化合物はいずれの場合も同様の代謝経路を取るため毒性学的に同じ性質を示すことから、無機テルル化合物の毒性は化学種に依存しないとされる。
催奇性を持つ可能性が高いとされる。有害であり、摂取すると呼気がニンニクに似た悪臭(テルル呼気)を帯びるようになるが、これは二酸化テルルが代謝されることによってジメチルテルリドとなるからである。また、長期間の暴露によって疲労感や口の渇き、悪心などの症状の発生が確認されており、金属テルルに対する事例やラットに対する吸入暴露、混餌投与試験の結果などとあわせて、GHS分類において長期間もしくは反復暴露によって臓器に障害が生じるおそれがあるとして特定標的臓器毒性（反復暴露）の区分2（中枢神経系、呼吸器）に分類されている。